# Najla Bouden Romdhane

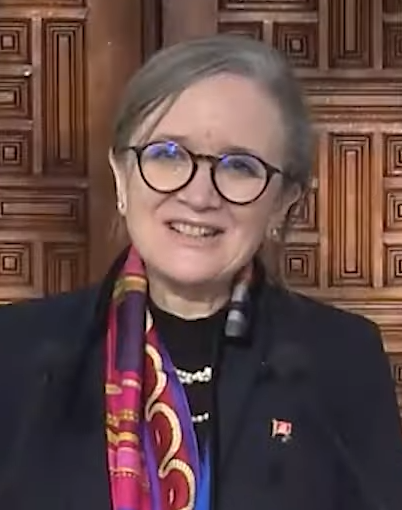
Najla Bouden Romdhane

Najla Bouden Romdhane (arabisch نجلاء بودن رمضان, DMG Naǧlāʾ Būdan Ramaḍān; * 29. Juni 1958 in Kairouan) ist eine tunesische Geologin und Politikerin. Sie war von Oktober 2021 bis August 2023 Premierministerin ihres Landes und die erste Frau im Amt eines Premierministers in der arabischen Welt.

## Leben und Wirken
Bouden Romdhane studierte Geologie an der École spéciale des travaux publics, du bâtiment et de l’industrie in Paris, 1987 schrieb sie an der École des mines de Paris eine Dissertation zu Erdbeben.
Bouden Romdhane war Hochschulprofessorin an der Nationalen Ingenieurschule von Tunis (einer Fakultät der Universität Tunis El Manar) mit dem Schwerpunkt Geowissenschaften. Ihre Arbeit konzentrierte sich u. a. auf die Erdbebengefährdung in Tunis. 2011 wurde sie Generaldirektorin für Qualitätssicherung im Ministerium für Hochschulbildung und wissenschaftliche Forschung. Im Jahr 2015 war sie als Projektmanagerin im Büro von Minister Salim Shoura tätig.
Ab September 2016 war sie im selben Ministerium Leiterin für die Umsetzung eines Hochschulreformprojekts zuständig, das die Beschäftigungsfähigkeit von Hochschulabschlüssen fördern sollte.
Romdhane wurde im September 2021 vom Präsidenten Tunesiens, Kais Saied, mit der Bildung einer Regierung beauftragt. Sie folgte damit auf Hichem Mechichi. Zuvor war sie im tunesischen Bildungsministerium tätig gewesen, wo sie für die Umsetzung von Projekten der Weltbank zuständig war. Bouden Romdhane erklärte, dass eine Hauptaufgabe ihrer Regierung die Korruptionsbekämpfung sein werde. Am 11. Oktober 2021 wurde das Kabinett Bouden vereidigt. Acht der 24 weiteren Mitglieder dieses Kabinetts waren Frauen. Die Machtbefugnisse des Kabinetts waren allerdings grundsätzlich stark eingeschränkt, da der Staatspräsident seit September 2021 per Dekret regiert.
Am 1. August 2023 wurde Bouden Romdhane von Staatspräsident Saied als Premierministerin entlassen. Ahmed Hachani wurde am selben Tag als ihr Nachfolger vereidigt.